# Robert Pirsig
Robert Maynard Pirsig (ur. 6 września 1928 w Minneapolis, zm. 24 kwietnia 2017 w South Berwick) – amerykański pisarz i filozof. Sławę zdobył publikując książkę Zen i sztuka oporządzania motocykla (wyd. 1974, wyd. polskie Rebis 1994), oraz Lila: Rozprawa o moralności (wyd. 1991, wyd. polskie Zysk i S-ka 1995).

## Życiorys
Urodzony 6 września 1928, syn Harriet Marie Sjobeck i Maynarda Pirsiga. Pochodzenia szwedzko-niemieckiego. Ojciec był nauczycielem w UMLS (Uniwersytet prawa w Minnesocie), dziekanem wydziału w latach 1948–1955.
Robert M. Pirsig był uzdolnionym dzieckiem (IQ 170 w wieku 9 lat). Miał jednak problemy z socjalizacją, a także trudności spowodowane jąkaniem się. Robert przeskoczył parę klas, a w maju 1943 został studentem biochemii na Uniwersytecie Minnesoty. Nie przykładał się do studiów i został z nich wyrzucony. Wstąpił do wojska i odbył służbę w Korei. Następnie studiował chemię i filozofię. W 1950 uzyskał licencjat z filozofii Wschodu, którą studiował także w indyjskim Banares Hindu University.
W 1953 poznał Nancy James, którą poślubił rok później. W 1958 uzyskał stopień magistra z dziennikarstwa.
Lata 60. były dla Pirsiga okresem przewlekłej, leczonej klinicznie depresji oraz schizofrenii. Był leczony terapią elektrowstrząsową, którą opisuje w książce Zen i sztuka oporządzania motocykla. Książkę tę zaczął pisać w latach 60. Aż 120 wydawców odmówiło jej wydania, w końcu James Landis z wydawnictwa William Morrow, zaakceptował jego rękopis i książka ukazała się w 1974 roku.
W poprzedzających latach uzyskała status „kultowej”, autor zaś w 1974 otrzymał nagrodę Guggenheima.

## Publikacje
Zen i sztuka oporządzania motocykla jest rozprawą filozoficzną umieszczoną w ramach „powieści drogi” i ma pewne korzenie w kontrkulturowym ruchu Ameryki lat 60. Na równi z takimi autorami jak Miller, Kerouac, Kesey, czy Huxley autor eksplorował w niej poznanie oraz metafizykę.
Osią filozofii, którą rozwinął w drugiej książce Lila: Rozprawa o moralności jest Metafizyka Jakości. Starał się w niej zdefiniować jakość, pokazać ją w perspektywie kultur Wschodu i Zachodu, wskazać granice ludzkiego doświadczenia i nauki.
Cytaty z Zen i sztuka oporządzania motocykla
"Życie tylko dla przyszłego celu jest płytkie; to zbocza dają życie, nie szczyt"
"Na każdy fakt życia jest nieskończoność hipotez"
"Gdy jedna osoba cierpi na urojenia nazywa się to szaleństwem. Gdy wiele osób cierpi na urojenia nazywa się to religią.” (ang. When one person suffers from a delusion it is called insanity. When many people suffer from a delusion it is called religion.)